# 10713 Limorenko
10713 Limorenko este un asteroid din centura principală de asteroizi.

## Descriere
10713 Limorenko este un asteroid din centura principală de asteroizi. A fost descoperit pe 22 octombrie 1982 la Observatorul de Astrofizică din Crimeea de Liudmila Karacikina. Asteroidul prezintă o orbită caracterizată de o semiaxă mare de 2,79 ua, o excentricitate de 0,20 și o înclinație de 17,3° în raport cu ecliptica.